# Gabriel Genieis
Gabriel Genieis, né le 27 janvier 1904 dans le 17e arrondissement de Paris et mort le 13 mars 1992 à Nyons, est un peintre français, second grand prix de Rome et auteur de fresques, technique qu'il a remise à l'honneur.

## Biographie
Ses parents, originaires de Moyrazès, un village de l'Aveyron, étaient venus s’installer à Paris au début du XXe siècle. Son père est maréchal-ferrant, près de La Bastille, au service d’une des anciennes compagnies qui précéda la Société des transports en commun de la région parisienne, avant de tenir un débit de boissons. 

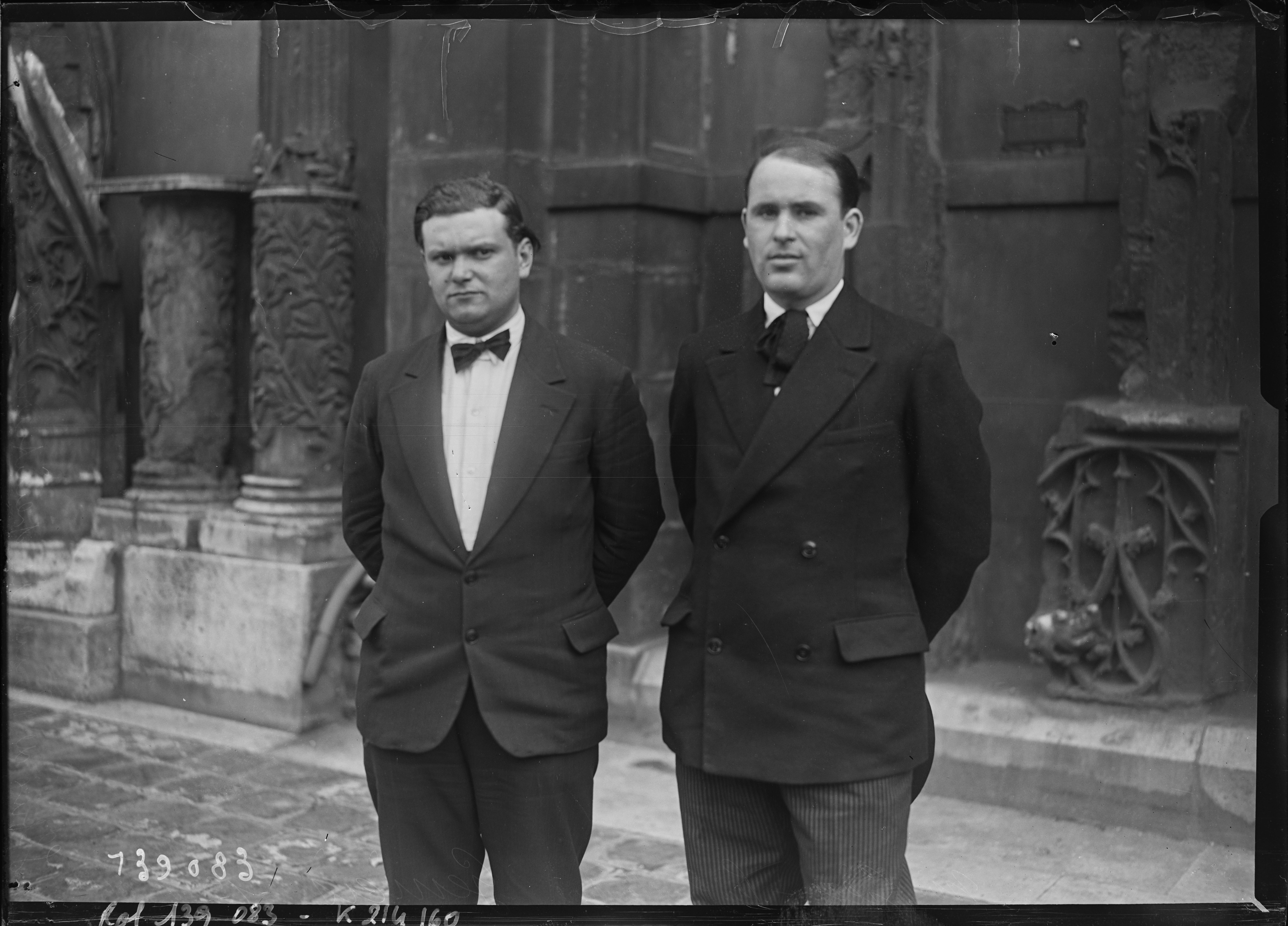
Genieis (droite), Alfred Giess - Prix de Rome 1929.

Gabriel Genieis entre en 1925 à l’École nationale supérieure des beaux-arts de Paris où il fait de brillantes études et obtient en 1929 le second grand prix de Rome, ce qui lui vaut un séjour d’un an à Madrid à la Casa Velasquez.
Il épouse le 5 août 1930 à Paris la peintre Marthe Colleye (1902-1990).
Peu après son retour, il obtient en 1933 un poste de professeur de dessin en Algérie. En 1950, la Ville de Paris lui confie un poste de professeur pour la préparation d'élèves au Professorat de dessin. Jusqu'en 1969, il enseigne à l'École de Dessin du boulevard du Montparnasse, toujours visible aujourd'hui. Ces cours du soir lui permettront de se consacrer à la création artistique en toute indépendance.
Marquant une prédilection pour le contact avec les matières, il traduit sa recherche artistique en travaillant successivement ou en même temps l'art de la fresque, la céramique, ou la réalisation de tableaux aux couleurs puissantes et à la composition très recherchée. En fin de carrière, il travaillera même la laine et réalisera un ensemble de tapisseries aux compositions toujours aussi élaborées.

### Les fresques de Gabriel Genieis
De 1935 à 1962 il prend une part prépondérante à la réalisation des fresques de l'église Notre-Dame-du-Calvaire de Châtillon. Sous l'autorité de son maître des Beaux-Arts, Jean-Pierre Laurens (fils de Jean-Paul Laurens) et ensuite de son épouse Yvonne Dieterle-Laurens après le décès de celui-ci en 1932, il prépare et réalise avec les élèves de J.-P. Laurens, tous Prix de Rome (Georges Cheyssial, Jean Couturat notamment) la décoration intérieure de cette église. 
Bâtie dans le cadre de l’Œuvre des Chantiers du Cardinal Verdier, l’église Notre-Dame-du-Calvaire de Châtillon fait partie d'un programme de construction d'une centaine d'églises dans les banlieues parisiennes. Gabriel Genieis réalise seul cinq fresques et participe à la réalisation de deux autres. 
Notre-Dame-du-Calvaire s'inscrit dans la tradition des grands édifices peints du Moyen Âge et de la Renaissance. L'ensemble des fresques qui recouvrent les murs et la voûte constitue une illustration de la Bible et des principaux articles de foi soulignés (et contrôlés) par l'Église pendant l'entre-deux-guerres. Un peu à l'exemple de certaines églises orthodoxes d'Europe centrale, le grand nombre de tableaux disposés sur les murs et les voûtes constituent, avec tous les textes qui les soulignent, une sorte de bande dessinée riche en couleurs et d'une facture caractéristique de l'époque.
La hiérarchie catholique avait ainsi mis au service de l'évangélisation un groupe d'artistes dont les animateurs étaient à la recherche de réponses religieuses : beaucoup d'entre eux, autour de Raïssa et Jacques Maritain, Charles Péguy, Maurice Legendre qui dirigeait la Casa Vélasquez, et Jean-Pierre Laurens lui-même, s'étaient convertis ou avaient approfondi leur foi religieuse. Ils recherchaient dans un renouveau du catholicisme la sublimation des souffrances endurées notamment pendant la Première Guerre mondiale et la captivité, ou bien celles de la classe ouvrière qu'ils côtoyaient. 
Les artistes regroupés par Jean-Pierre Laurens n'avaient pas forcément la même foi que lui, mais l'ensemble des fresques est malgré tout bien religieux et reflète parfaitement la foi chrétienne dans toute son orthodoxie, la foi catholique en particulier. Ainsi, tous les textes bibliques (ou de Péguy) accompagnant les fresques ont-ils été soumis à la hiérarchie catholique. Les artistes sollicités avaient ainsi retrouvé les conditions de travail des artistes du Moyen Âge.
Le groupe choisi par Jean-Pierre Laurens était allé nourrir son inspiration en Italie, à Assise, Florence, Ravenne, Rome...pour y étudier l'art de la fresque, plus particulièrement auprès de celles de Giotto. Mais la référence aux grands ensembles médiévaux français tels que la basilique Saint-Sernin de Toulouse, ou la cathédrale de Chartres, est bien présente dans le travail préparatoire et inspire la réalisation. 
Cette influence est démultipliée par celle de Charles Péguy, ami intime de Jean-Pierre Laurens, pour qui le Moyen Âge était une source d'inspiration très forte. L'influence de son admiration pour Jeanne d'Arc se remarque particulièrement puisque celle-ci est représentée plusieurs fois à Notre-Dame-du-Calvaire. On peut donc considérer que ces fresques sont le résultat d'une recherche à la fois spirituelle et artistique d'un groupe d'intellectuels des années 1930.
« On a souvent tendance à confondre peintures murales et fresques. Rappelons que cette dernière technique est bien particulière, consistant à déposer la couleur sur un fond à base de chaux, qui va sécher en absorbant les pigments, empêchant tout repentir. La vraie fresque avait pratiquement disparu en France depuis le XVIe siècle, très peu de décors avaient depuis cette date été exécutés dans cette technique dont les secrets s'étaient plus ou moins perdus. »
L'ensemble de cette œuvre, aujourd'hui inscrite au titre des Monuments historiques, occupe une place exceptionnelle dans le parcours de Gabriel Genieis, comme témoignage à la fois de l'étendue de sa technique de la fresque, acquise aux meilleures sources italiennes, et aussi de ses qualités personnelles. Ce fut Madame Laurens qui, en partant des suggestions que son mari lui avaient faites, fit le choix des artistes à retenir pour l'exécution du travail. Parmi ces choix, on notera en particulier celui de Gabriel Genieis, “l'enfant chéri de la maison”. Aux derniers jours de sa vie, J-P. Laurens avait confié à sa femme que "Genieis était particulièrement doué pour exécuter une décoration monumentale”. La suite de la carrière de Gabriel Genieis allait montrer que le maître avait vu juste.

## Les autres réalisations artistiques de Gabriel Genieis
Au cours de sa carrière, Gabriel Genieis obtint plusieurs Prix de peinture : les Prix Legay-Lebrun, Chenavard, Dufer, Eugène Viola. Il exposa dans de nombreuses galeries à Paris, Saint-Étienne, Aubenas, Nyons. Des musées et des collections particulières ont acquis ses tableaux, aussi bien en France qu’à l’étranger, notamment à Mexico, Bermatingen, Barcelone.
Il met à profit ses étés pour réaliser des décorations murales commandées par l’État, notamment dans le cadre du 1 % : centres scolaires de Saint-Brevin-les-Pins (Loire-Atlantique), Châtillon (Hauts-de-Seine), Bernay (Eure), Rieupeyroux et Saint-Affrique (Aveyron).
Son œuvre en Aveyron est considérable. À Rodez, il réalise un grand panneau à la Chambre de Commerce, les portraits de plusieurs évêques au palais épiscopal, les fresques de la chapelle de l’ancien Hôpital, et la décoration de l’École des franciscaines à Grèzes. Le Musée des beaux-arts Denys-Puech acquiert plusieurs de ses œuvres.
Dans le bassin houiller de Decazeville, il réalise la décoration de l’église Notre-Dame-de-la-Mine : ses fresques, d'une grande sobriété, y expriment toute la dureté du travail des mineurs.
À l’âge de sa retraite académique, il quitte Paris et se retire avec son épouse, Marthe Colleye, également ancienne élève de l’atelier Jean-Pierre Laurens, dans un village de Provence. En découvrant la richesse et les possibilités d’expression de la laine, il se consacre alors à la création de tapisseries dont beaucoup ont été acquises par des collectionneurs particuliers. Avec la laine, il va continuer à célébrer la couleur dans des compositions aussi riches qu’éclatantes.
Il n’arrêtera sa production artistique qu’à la fin de sa vie, en 1992.
En avril 2006, la Mairie de Rodez a présenté une rétrospective de son œuvre comportant tableaux et tapisseries et une importante exposition lui a été consacrée la même année dans un des plus beaux villages de France, à Belcastel, dans l'Aveyron.